# Dolný Harmanec
Dolný Harmanec je obec na Slovensku v okrese Banská Bystrica. Nachází se dvanáct kilometrů severozápadně od Banské Bystrice, v úzké Harmanecké dolině, na styku Velké Fatry s Kremnickými vrchy. Žije v něm 264 obyvatel. První písemná zmínka o vesnici pochází z roku 1540, kdy to byla hornická osada patřící Banské Bystrici. Blízko vesnice leží Harmanecká jeskyně.

## Název
Pojmenování obce Harmanec je zřejmě odvozeno od jména jejího zakladatele Hermanna z dob saské hornické kolonizace Banské Bystrice a jejího okolí, na což poukazuje i starý německý název Hermannsdorf, maďarský Hermand nebo počeštěný Hermanecz.

## Historie
Obec vznikla asi v 14. století (poprvé písemně doložena roku 1540) jako osada horníků, hutníků a dřevorubců na území svobodného královského města Banská Bystrica.
Do roku 1496 měli v Harmanci banskobystričtí těžaři šmelcovnu. Novou huť (8 pecí) postavila Thurzovsko-fuggerovská společnost, která zpracovávala měděnou rudu. Po převzetí měďařských podniků v okolí Banské Bystrice hornickou komorou (1546), na odvrácení hrozícího nedostatku dřeva pro erární doly a hutě rezervoval uherský král Maxmilián II. báňským řádem z roku 1573 i lesy báňských měst, včetně harmaneckých lesů, pro potřebu dolů. Dřevo se mohlo získat jen se souhlasem královské hornické komory, která však soustředila svůj zájem především na oblast Španiej Doliny a Starých Hor s bohatými ložisky měděné rudy a proto usměrňovala požadavky měšťanů na příděly dřeva právě do Harmanecké, na rudu chudé doliny.
V letech 1546–1564 se harmanecká huť stala erárním podnikem a pak ji opět převzali soukromí podnikatelé, kteří zde zpracovávali rudu ze svých dolů i materiál ze starých hald až do 18. století. Do konce 18. století pak huť využívalo město Banská Bystrica na zpracovávání rudy ze svých dolů v Richtárové a v Pieskách. Tak se dostaly Harmanecké osady do vlivu města Banská Bystrica. Zajímavostí je někdejší výskyt zlatonosných žil s obsahem stříbra, zlato se těžilo již v dávných dobách a ještě ve 30. letech 20. století proběhly pokusy těžbu obnovit.
V roce 1883 byla k obci Dolný Harmanec připojena původně samostatná osada Horný Harmanec, kterou dozajista založili uhlíři, pálící dřevěné uhlí v okolních lesích pro vysokou pec v Dolnom Harmanci.
V jižní části katastru v roce 1829 postavil banskobystrický obchodník F. S. Leicht papírnu, kterou v roce 1842 zmodernizoval vídeňský podnikatel M. V. Schloss a v druhé polovině 19. století se stala největší strojovou papírnou v Uhersku. Dlouhou dobu byla téměř monopolním odběratelem dřeva a vlákniny z městských lesů. Už od roku 1913 měla papírna samostatnou železniční vlečku z Banské Bystrice, později byla zrušena a papírnu připojili na novou železniční trať. U papírny vznikla kolem roku 1860 osada Harmanec – papírna, kterou v roce 1957 oddělili od Dolního Harmance jako samostatnou politickou obec s názvem Harmanec.
Původně obec patřila do Zvolenské župy, nyní do okresu Banská Bystrica v rámci banskobystrického kraje. Přes Harmanec vedla historická stezka do Turce, kterou později nahradila státní silnice klikatící se přes horské sedlo Malý Šturec, vybudovaná v polovině 20. století.

## Přírodní poměry
Ves je orientovaná ve směru sever–jih, podél Bystrického potoka a státní silnice. Střed obce je v nadmořské výšce 486 m, katastr obce ve výškovém rozmezí 457–1377 m (Králova studna). Rozloha správního území obce je 4452 hektaru. Zasahuje do něj část národní přírodní rezervace Svrčinník.

## Pamětihodnosti
Uprostřed vsi stojí římskokatolický kostel svatého Josefa z roku 1931.